# Tót Gyula
Tót Gyula (1944 –)  magyar karikaturista. Szignója: Tót, Tót Gyula.

## Életútja
Első karikatúrái 1965-ben a Magyar Ifjúság humormellékletében illetve a Magyar Rendőr című újságban jelentek meg.
1966-tól külsősként publikál a Ludas Matyi című  szatirikus hetilapban, melynek később belső munkatársa lett. A lap főszerkesztője ekkor Tabi László volt. Az a tény, hogy a lap belső munkatársa lett, többek között azzal az előnnyel is járt, hogy a Ludas összes kiadványában megjelenhettek rajzai, így például: Ludas Magazin, Ludas Matyi Évkönyv, Mindent Tudó Kis Ludas, Nyári Örömök stb. A csendes, finom humorú grafikus kevésbé politikai, inkább "életszagú" rajzaival tűnt fel. Rajzait szikár, száraz vonalvezetés, sokszor morbid és groteszk hangvétel jellemzi. Alkalmi kiadványokban is (Tollasbál, Zsákbamacska, BÚÉK, Majális, Humor OB, Humor VB, SZÚR) találkozhattunk rajzaival. Napilapokban is foglalkoztatták, többek között a Népszava, a Magyar Hírlap, a Magyar Nemzet közölte rajzait. A "klasszikus", nagy múltú Ludas 1990 március 7-éig létezett. Az utolsó lapszám a 47. évfolyam 10. szám volt. Ezután a Mai Nap Rt. adta ki a lapot Új Ludas címmel, megtartva a régi munkatársakat, így többek között  Tót Gyulát is. 1992-ig, a újság megszűnéséig volt a lap rajzolója. Ezután több, rövid életű, humoros kiadványban publikált (Nap-szúrás, Úritök, Elefánt, Börtönújság, Pesti Vicc, Dilibogyó).1996-1999 között a Spánn Gábor vezette Ludas Matyi munkatársa volt. A vicclapok megszűnésével publikálási lehetőségei erősen korlátozódtak. Rejtvényújságokban találkozhatunk még Tót Gyula rajzaival, karikatúráival.
Néhány könyvet grafikusként illusztrált is.

## Publikációi
- Magyar Ifjúság (1965-1970)
- Magyar Rendőr (1966)
- Ludas Matyi (1966-1990)
- Mindent Tudó Kis Ludas (1967)
- Élet és Irodalom (1967)
- Ifjúsági Magazin (1968) (1979-1982)
- Vigyázat, a humor mögött pénz van (1968)
- Ludas Magazin (1968-1990)
- Zsákbamacska (1970-1971) (1975)
- BUÉK (1971)
- Mozgó Világ (1971)
- 153 Vicc (1972)
- Ludas Matyi Évkönyv (1973-1990)
- Majális (1973)
- Nyári Örömök (1974)
- Vidám Nyaralás (1974)
- Tollasbál (1974-1990)
- Film Színház Muzsika Évkönyv (1975)
- Film Évkönv (1975)
- Csúzli (1975)
- Tollasbál Bizalmas (1977)
- SZÚR (1977)
- Humor VB (1977)
- Humor OB (1978)
- Humor Olimpia (1979)
- Rakéta (1981-1989)
- Gólyahír (1985)
- Extra Ludas (1989)
- Tallozó (1990-1993)
- Új Ludas (1990-1992)
- Kisalföld (1991-1993)
- Magyar Hírlap (1991-1992)
- Új Ludas Kalendárium (1991)
- 24 Óra (1991)
- Bukfenc (1992)
- Népszava (1993-1994)
- Tökmag (1993-1994)
- Elefánt (1994-1998)
- Börtön Újság (1994-2000)
- Pesti Vicc (1995-1999)
- Ludas Matyi (1996-1999)
- Dilibogyó (1998)
- Móricka (1998-2006)
- Kismalac (1998-2006)
- Kutyahús (2001)
- Móricka Évkönyv (2002)
- Pató Pál (2002-2004)
- Fanny (2004-2006)
- Ügyes (2004-2006)
- Ügyes Évkönyv (2004-2006)
- Tere-Fere (2004-2006)
- Kópé (2004)
- Kápé (2004)
- Zsebrejtvény (2005)
- Góliát (2005)
- Nagy Rejtvény (2005)
- Forintos Újság (2005)

## Könyvillusztrációi
- Ősz Ferenc: Archimedes a Rubrikán (1976)
- Paár Béla: Kényelem - olcsóbban (Energiatakarékossági 1x1)(1977)
- Habarcskészítési ABC (1978)
- Angol nyelvkönyv I.(1981)